# Dirk Varendonck
Dirk Varendonck (Gent, 27 juni 1923 - 1992) was/is een Belgisch ingenieur en dirigent.
Hij kreeg een opleiding aan de Universiteit Gent tot elektrotechnisch ingenieur. Hij promoveerde in 1946. In diezelfde periode studeerde hij muziek aan het Gents conservatorium alwaar hij in 1942 zijn studie notenleer afrondde. Daarna volgde nog studies aan het Brussels conservatorium in harmonieleer (1951), contrapunt (1953) en orkestdirectie (1962). Voorts was hij bezig met de viool onder Carlo Van Neste en Jean Laurent.
Hij was toen al werkzaam als ingenieur bij de Nationale Maatschappij der Belgische Spoorwegen. Er volgde in 1969 het directeurschap van Ferry-Boats. Ook in die periode hield hij zich bezig met muziek. Hij richtte in 1960 het Westvlaams Orkest in uit Brugse musici en werd er tegelijkertijd dirigent, waarmee hij tot circa 1984 regelmatig concerteerde. Ook stond hij wel voor buitenlandse muziekgezelschappen. In genoemd jaar werd het orkest geprofessionaliseerd en kreeg het een nieuwe naam: Nieuw Vlaams Orkest.
Na de Algemene muziek encyclopedie uit 1989 verdween hij in beide functies (ingenieur en dirigent) uit beeld. 
- International Standard Name Identifier: 0000 0000 3150 1132
- Library of Congress Control Number: n95057066
- Virtual International Authority File: 53397621